# 시와히메정
시와히메정(志波姫町)은 일본 미야기현 구리하라군에 있었던 정이다.

## 지리
미야기현 북부에 위치한 마을이다. 마을 중앙을 흐르는 오야마다강을 경계로 북쪽은 구릉지, 남쪽은 평지이다.

## 연혁
- 1889년 4월 1일 - 정촌제 실시와 함께 구리하라군 시와히메촌이 성립하였다.
- 1965년 4월 1일 - 정으로 승격하였다.
- 2005년 4월 1일 -  우치젠마치촌과 합병해, 구리하라시가 되었다.

## 교통

### 철도
- 동일본 여객철도
  - 도호쿠 본선

### 도로
- 국도 4호선
- 국도 398호선

### 일반국도
- 미야기 현도 250호 구리코마 고원 정거장 선
- 미야기 현도 268호 구리코마 고원 정거장 이즈누마 선

## 출신 유명인
- 지바 다쿠사부로 (자유민권운동가)